# Dobór celowo-losowy
Dobór celowo-losowy – połączenie dwóch metod, doboru losowego oraz doboru celowego. Jest to w praktyce najczęściej wybierana metoda. Jej popularność wynika z:
- mniejszej złożoności procedur analitycznych niż w przypadku metody losowej,
- braku konieczności dysponowania pełnymi i ponumerowanymi zestawieniami badanych jednostek,
- relatywnie mniejszych kosztów badania niż w doborze losowym,
- doboru jednostek najbardziej reprezentatywnych.